# (5951) Alicemonet
(5951) Alicemonet (1986 TZ1) – planetoida z pasa głównego asteroid okrążająca Słońce w ciągu 3,26 lat w średniej odległości 2,2 j.a. Odkryta 7 października 1986 roku.